# Ernesto Ramel
Ernesto Ramel (ur. 15 marca 1934) – filipiński zapaśnik walczący w stylu wolnym. Olimpijczyk z Melbourne 1956, gdzie zajął jedenaste miejsce w kategorii do 57 kg.

## Letnie Igrzyska Olimpijskie 1956
| Konkurencja      | Rundy eliminacyjne    | Rundy eliminacyjne      | Klas. końcowa |
| Konkurencja      | Przeciwnik I          | Przeciwnik II           | Miejsce       |
| ---------------- | --------------------- | ----------------------- | ------------- |
| 57 kg styl wolny | Lee Sang-gyun (KOR) P | Michaił Szachow (SUN) P | 11.           |